# San Nicandro Garganico
San Nicandro Garganico är en ort och kommun i provinsen Foggia i regionen Apulien i Italien. Kommunen hade 15 224 invånare (2017).